# АБ-46
Первый опытный образец автомата АБ-46 (производственный индекс ТКБ-415) конструктора тульского ЦКБ-14 А. А. Булкина, который участвовал в конкурсе совместно с автоматами Калашникова: АК-46 в 1946 году и АК-47 в 1948 году.

## Испытания
Автомат Булкина АБ-46 / ТКБ-415 лидировал вплоть до конца декабря 1947 года. В январе 1948 года испытания были завершены. Только автомат Булкина АБ-46 / ТКБ-415 при стрельбе короткими очередями с упора под цевьё показал кучность, удовлетворяющую ТТТ, а также вместе с автоматом А. А. Дементьева, как и в предыдущих испытаниях стабильно показывал несколько лучшие результаты по кучности стрельбы автоматическим огнём из не устойчивых положений. По простоте устройства, удобствам разборки и сборки, обслуживанию при стрельбе автомат Булкина был равноценен автомату Калашникова. Однако в автомате АБ-46 / ТКБ-415 так и не удалось решить проблему надёжности и живучести деталей оружия, что и предопределило его конкурсную судьбу. На конечном, десятидневном этапе испытаний в январе 1948 года ковровский автомат КБ-П-580 (АК) получил первое место. Автомат конструкции Булкина так и остался опытным.

## Конструкция
По принципу автоматики автомат Булкина АБ-46 / ТКБ-415 относится к оружию газоотводного типа с расположением газоотводного узла над стволом, длинным ходом газового поршня и жёстким запиранием канала ствола поворотным затвором.
Запирание ствола производится поворотом затвора на два боевых упора. Газоотводное устройство газового регулятора не имеет. В отверстии стебля затвора находится поворотная боевая личинка с двумя боевыми упорами. На начальном пути отката стебля затвора он поворачивает боевую личинку до вывода её двух боевых упоров из зацепления с опорными поверхностями казённика, после чего откатывающийся стебель подхватывает личинку и движется вместе с ней. Направляющими стебля служат отгибы штампованной затворной коробки с минимальной контактной площадью, что делает подвижную систему малочувствительной к загрязнению.
Ударно-спусковой механизм куркового типа, с перехватом курка, допускает ведение стрельбы одиночными выстрелами и очередью. Это своеобразный механизм, отличающийся простотой благодаря тому, что у него отсутствует устройство, разобщающее спусковой крючок с шепталом при ведении одиночного огня. Курок, взводимый откатывающимся стеблем затвора, во взведённом положении захватывается подпружиненным упором на спусковом крючке, а когда спусковой крючок будет отпущен, то курок перехватывается шептальным выступом спускового крючка.
Предохранитель-переводчик режима огня флажкового типа расположен с правой стороны оружия на рукоятке управления огнём, перед спусковым крючком. На последних образцах ствол был укорочен на 100 мм, а флажок предохранителя-переводчика перенесён на левую сторону оружия в более удобное для воздействия на него большим пальцем правой руки положение. Прицельные приспособления состоят из регулируемой мушки, защищённой намушником, и секторного прицела. Питание патронами осуществляется из секторного магазина ёмкостью 30 патронов с расположением их в шахматном порядке и двухрядным выходом. Магазин штампосварной из листовой стали.